# Lakatnik Point
Der Lakatnik Point (englisch; bulgarisch нос Лакатник nos Lakatnik) ist eine Landspitze an der Nordwestküste von Smith Island im Archipel der Südlichen Shetlandinseln. Als Ausläufer des Neofit Peak liegt sie 10,5 km nordnordöstlich des Kap James und 20,5 km südwestlich des Kap Smith.
Bulgarische Wissenschaftler kartierten sie 2008. Die bulgarische Kommission für Antarktische Geographische Namen benannte sie im selben Jahr nach der Ortschaft Lakatnik im Westen Bulgariens.